# 연모합니다
《연모합니다》(일본어: お慕い申し上げます 오시타이모시아게마스[*])는 사쿠 유키조(朔 ユキ蔵)가 슈에이샤의 《점프 카이》(ジャンプ改)에 월간 연재한 일본의 청년 만화이다.